# Tesla Energy

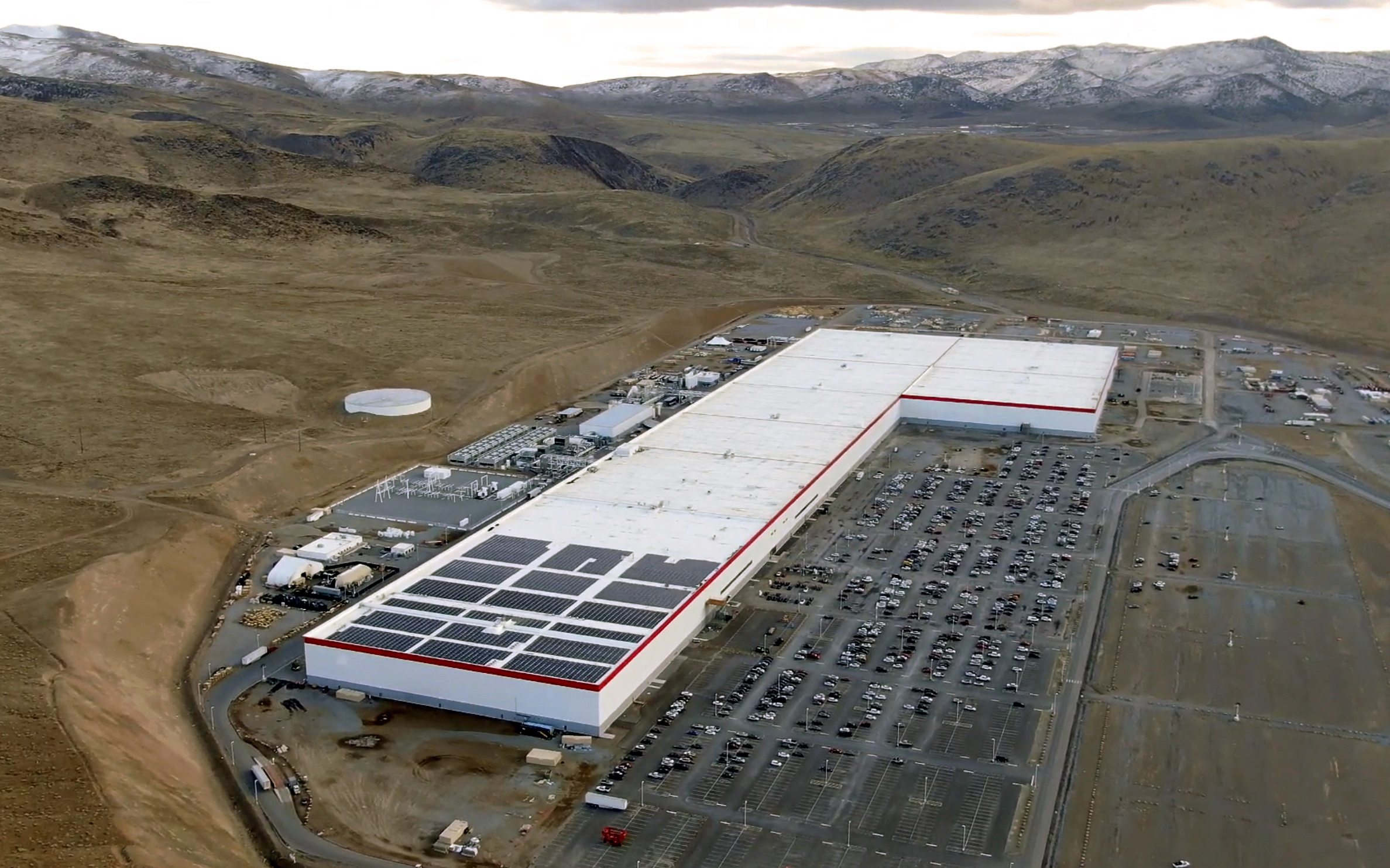
Giga Nevada, fabrica de baterías de Tesla.

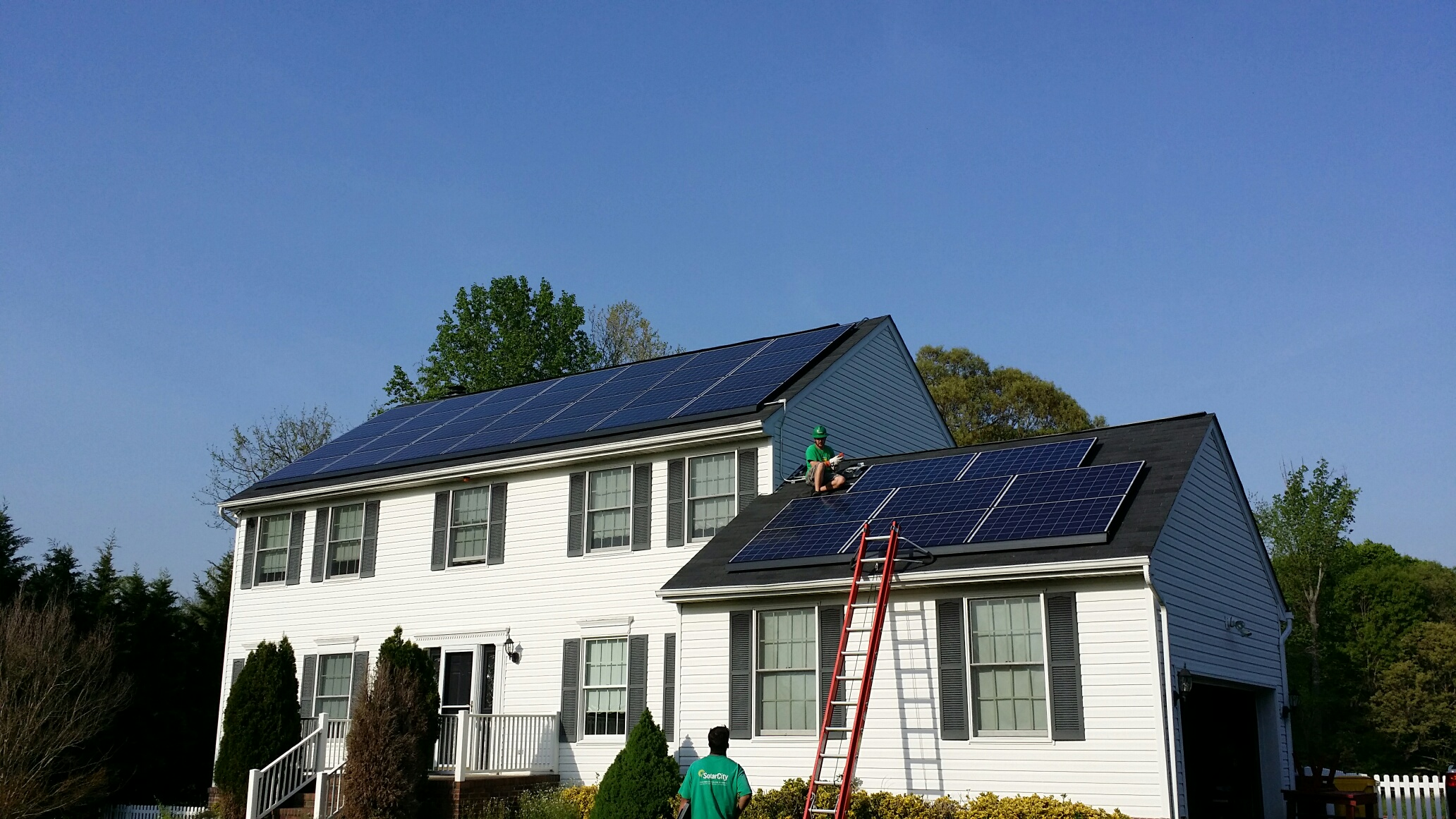
Instalacón de paneles solares de Tesla

Tesla Energía, oficialmente Tesla Energy Operations, Inc., es la división de electricidad renovable de Tesla, Incorporated que desarrolla, fabrica, vende e instala sistemas de generación de energía solar fotovoltaica, productos de almacenamiento de energía en baterías y otros productos y servicios eléctricos relacionados, para clientes residenciales, comerciales e industriales.
La división se fundó el 30 de abril de 2015, cuando el director ejecutivo de Tesla, Elon Musk, anunció que la empresa aplicaría la tecnología de baterías que desarrolló para coches eléctricos a un sistema de almacenamiento de energía doméstico llamado Powerwall. En noviembre de 2016, Tesla adquirió SolarCity, en un acuerdo de 2.600 millones de dólares, y añadió la generación de energía solar al negocio de Tesla Energy. 
Los productos de generación de energía actuales de la compañía incluyen paneles solares (fabricados por otras compañías para Tesla), el Tesla Solar Roof (un sistema de tejas solares) y el Tesla Solar Inverter. La empresa también fabrica un sistema de almacenamiento de energía a gran escala llamado Megapack. Además, Tesla desarrolla software para respaldar sus productos energéticos.
En 2023, la compañía implementó sistemas de energía solar capaces de generar 223 megavatios (MW) y desplegó 14,7 gigavatios-hora (GWh) de productos de almacenamiento de energía en baterías, un aumento del 125% con respecto a 2022. La división generó 6.040 millones de dólares en ingresos para la empresa en 2023, un aumento del 55% con respecto a 2022.

## Tesla Electric
Para los clientes domésticos, la compañía opera una compañía de energía virtual llamada Tesla Electric, que utiliza las plataformas en línea de la compañía para administrar los dispositivos Powerwall de los clientes, descargándolos en la red para vender energía cuando los precios son altos, para que los clientes dispongan de esta venta.

## Tesla Autobidder
El software Tesla Autobidder proporciona a los productores de electricidad independientes y a los grandes operadores eléctricos la habilidad de monetizar autónomamente sus baterías. Autobidder es una plataforma de control y negociación en tiempo real que gestiona los activos energéticos permitiendo a los propietarios y operadores configurar las estrategias operativas que maximicen el beneficio de acuerdo a sus objetivos empresariales y preferencias de riesgo.
La plataforma en línea permite el comercio de energía automatizado y en tiempo real, la previsión de la demanda y el control de productos. Autobidder funciona a cualquier escala, desde viviendas residenciales hasta instalaciones industriales de 100 MW.
Autobidder usa una versión adaptada del modelo de software para la negociación de activos bursátiles o algoritmos de aprendizaje automatizado (machine learning) para la compra y venta de materias primas.
En marzo de 2021, la empresa afirmó que sus productos en línea gestionaban más de 1,2 GWh de almacenamiento.
La instalación de almacenamiento en baterías en Hornsdale Power Reserve (Australia) usó Autobidder desde su inicio en 2017. Constaba de una potencia de 150MW y capacidad de almacenamiento de 194MWh. Costó 90 millones AUD y en el primer año había recuperado 40 millones AUD respondiendo a los eventos Frequency Control Ancillary Service (FCAS).
Autobidder se usó en la central eléctrica virtual de Green Mountain Power en Vermont.